# Bernhard Rassinger
Bernhard Rassinger (ur. 30 sierpnia 1963 w St. Pölten) – austriacki kolarz szosowy, brązowy medalista mistrzostw świata.

## Kariera
Największy sukces w karierze Bernhard Rassinger osiągnął w 1987 roku, kiedy wspólnie z Mario Traxlem, Johannem Lienhartem i Helmutem Wechselbergerem zdobył brązowy medal w drużynowej jeździe na czas podczas mistrzostw świata w Villach. Był to jednak jedyny medal wywalczony przez niego na międzynarodowej imprezie tej rangi. Nigdy nie wystąpił na igrzyskach olimpijskich. Ponadto wygrał austriacki Burgenland Rundfahrt w 1987 roku oraz dwukrotnie zdobywał złote medale szosowych mistrzostw kraju.